# Rhodesiella leleupi
Rhodesiella leleupi är en tvåvingeart som beskrevs av Curtis W. Sabrosky 1965. Rhodesiella leleupi ingår i släktet Rhodesiella och familjen fritflugor.
Artens utbredningsområde är Tanzania. Inga underarter finns listade i Catalogue of Life.